# Jolanta Sierakowska-Dyndo
Jolanta Sierakowska-Dyndo – polska afganolożka i iranistka, profesor w Zakładzie Iranistyki Uniwersytetu Warszawskiego.

## Życiorys
W 1977 ukończyła studia w zakresie iranistyki w Instytucie Orientalistycznym Uniwersytetu Warszawskiego. W 1985 uzyskała stopień naukowy doktora na podstawie pracy pt. Koncepcje polityczne Mohammada Dauda i ich realizacja na tle ówczesnych stosunków w Afganistanie (1953–1978). W 1999 otrzymała stopień doktora habilitowanego nauk humanistycznych w zakresie literaturoznawstwa na podstawie rozprawy pt. Granice wyobraźni politycznej Afgańczyków. Normatywno-aksjologiczne aspekty tradycji afgańskiej.
Od czasu ukończenia studiów pracuje naukowo w Zakładzie Iranistyki Instytutu, a następnie Wydziału Orientalistycznego UW. W latach 1999–2002 pełniła funkcję wicedyrektora, a od 2002 dyrektora Instytutu Orientalistycznego. W 2008 objęła stanowisko dziekana Wydziału Orientalistycznego. W trakcie studiów i kariery naukowej brała udział w szeregu staży i wyjazdów zagranicznych, m.in. na Uniwersytecie w Kabulu (1976–1977, 1978) oraz w ZSRR, Szwajcarii, Iranie i Francji. Specjalizuje się w kulturze i nowożytnej historii Afganistanu i Iranu.

## Ważniejsze publikacje
- Granice wyobraźni politycznej Afgańczyków. Normatywno-aksjologiczne aspekty tradycji afgańskiej, Dialog, Warszawa 1998, s. 207; wydanie rozszerzone 2007.
- Afganistan – narodziny republiki, Dialog, Warszawa 2002.